# Destriz
Destriz is een plaats (freguesia) in de Portugese gemeente Oliveira de Frades en telt 397 inwoners (2001).